# Josef Grassi
Josef Grassi (Vienna, 22 aprile 1757 – Dresda, 7 gennaio 1838) è stato un pittore e miniatore austriaco.

## Biografia
Nacque a Vienna; suo padre Ottilio era un artigiano orafo che si era trasferito da Udine e suo fratello maggiore Anton era un apprezzato scultore, soprattutto in porcellana.
Fin da giovanissimo fu ritrattista molto apprezzato alla corte di Vienna. Dal 1790 a Varsavia, lavorò soprattutto per i duchi di Gotha; dal 1800 insegnò all'accademia di Dresda. Dal 1816 al 1821 fu a Roma, come direttore degli Studi per gli artisti sassoni in Italia. La sua arte, ispirata ai modelli ritrattistici settecenteschi, è assai interessante. Molte sue opere furono riprodotte in incisioni.